# 사쿠라이 도시키
사쿠라이 도시키(일본어: 桜井 俊貴, 1993년 10월 21일 ~ )는 일본의 전 프로 야구 선수이다. 효고현 고베시 다루미구 출신이며 현역 시절 포지션은 투수였다.

## 인물

### 프로 입단 전
다몬히가시 초등학교 4학년 때부터 연식 야구를 시작했다. 고베 시립 다몬히가시 중학교에서는 연식 야구부에 소속되면서 3학년 때 고베시 대회에서 준우승이라는 성적을 거두었다. 중학교 시절 야구부 1학년 선배로는 후쿠 히로토가 있다.
고등학교에 진학할 때 지역 강호 사학으로부터 권유를 받았지만 무명에 가까운 공립 학교인 효고 현립 기타스마 고등학교에 진학하여 2학년 때 에이스로서 출전한 하계 효고 대회에서 기타스마 고등학교가 24년 만의 16강 진출을 이끌었다. 고등학교 시절 최고 성적은 추계 효고현 대회에서 8강에 올랐는데 고교 졸업 시점에서 직구의 가장 빠른 속도는 130km/h대 후반이었다.
대학에 진학할 당시에는 기타스마 고등학교에서 가장 드문 스포츠 추천 입학을 통해 리쓰메이칸 대학에 진학했다. 그 후 간사이 학생 야구 연맹 리그전에서는 1학년 가을에 4승, 평균 자책점 0.50의 성적을 남겼다. 2학년 봄에는 팀의 에이스로 등극했으며 3학년 봄에 6승, 평균 자책점 0.97의 성적을 거두며 팀의 우승에 기여했을 뿐만 아니라 최우수 투수, MVP를 각각 석권했다. 11월에는 제1회 21U 야구 월드컵의 일본 대표팀 선수로 출전했다. 그 후 육체 개조에 전념하여 체중은 7kg 늘었다. 4학년 때 출전한 메이지 진구 야구 대회에서는 11월 13일 도호쿠 복지대학과의 경기에서 대회 타이 기록이 되는 18탈삼진을 기록했다. 리그 통산 56경기에 등판하여 28승 8패, 평균 자책점 1.10, 통산 306탈삼진을 기록했다.
2015년 10월 22일에 열린 드래프트 회의에서 요미우리 자이언츠로부터 단독 1순위 지명을 받아 11월 20일에 계약금 1억 엔, 연봉 1,500만 엔으로 계약을 맺었다. 등번호는 21번으로 정했고 기타스마 고등학교 출신자로서는 최초의 프로 야구 선수가 됐다.

### 프로 입단 후
2016년 3월 30일에 1군에서의 첫 등판을 이루었으나 팔꿈치에 이상이 생기면서 5회 도중 4실점을 내주고 강판돼 패전 투수가 됐다. 이후에는 2군과 3군에서의 조정을 계속하여 이스턴 리그 최종전이 된 9월 25일 지바 롯데 마린스전에서는 구원으로서 6개월 만에 실전 등판했다. 시즌 종료 후 구단측은 홋카이도 닛폰햄 파이터스에서 트레이드로 이적한 요시카와 미쓰오가 등번호 21번을 착용하기로 결정을 내렸기 때문에 자신의 등번호를 36번으로 변경했다고 공식 발표했다. 11월 21일에는 1,200만 엔이 삭감된 추정 연봉 300만 엔으로 재계약을 맺었다.
2017년 2월 18일, KBO 리그 팀 삼성 라이온즈와의 연습 경기에서 팀 대외 경기의 개막전 투수를 맡겼으나 3이닝 3실점으로 강판됐다. 그 후 2군에서는 구원(중간 계투) 투수로서 호투했기 때문에 5월 16일에는 1군에 승격했다. 승격 초기에는 이기는 패턴으로의 등판하는 경우도 있는 등 호조를 보였지만 이후 컨디션이 급격하게 저하됐다. 19경기에 등판해서 평균 자책점 5.67을 기록하여 데뷔 첫 승리 투수가 되는 일은 다음 시즌으로 미뤄졌다. 오프에는 작년과 동결된 1,200만 엔으로 재계약을 맺었다.
2018년에는 2군에서 18경기에 등판하여 4승 0패, 평균 자책점 2.69를 기록했으나 1군에서의 등판 기회는 없었다. 오프에는 200만 엔이 삭감된 추정 연봉 1,000만 엔으로 재계약을 맺었다.
2019년에는 등번호를 35번으로 변경했고 5월 23일 요코하마 DeNA 베이스타스전에서는 중간 계투로 등판해 데뷔 첫 승리 투수가 됐다. 6월 6일 도호쿠 라쿠텐 골든이글스전에서 3년 만에 선발로 나와 7회 중반까지 1실점으로 호투하며 첫 선발 승을 올리는 등 교류전 3경기에서 2승 무패, 평균 자책점 1.83을 기록했다. 시즌 종반에 들어서면서 누적된 피로로 인해 부진이 계속됐지만 최종적으로 팀내에서 야마구치 슌과 스가노 도모유키에 이어 개인 최다 기록인 8승을 기록했다.
2020년에는 개막 로테이션의 6번째가 되면서 8월 2일까지 6선발로 2승 2패를 기록했지만 8월 3일에 1군 등록이 말소됐다. 8월 23일에 재등록되면서 중간 계투로 보직이 변경됐지만 9월 20일에 또다시 등록이 말소됐다. 10월 5일에 재등록 후 2경기에 선발 등판했지만 2연패를 당하며 이렇다할 결과를 남기지 못하고 다시 중간 계투로서 시즌을 마쳤다. 정규 시즌에서의 성적은 2승 4패, 평균 자책점 4.95를 기록했다. 오프에는 600만 엔이 삭감된 추정 연봉 2,400만 엔으로 재계약을 맺었다.
2022년에는 8경기에 등판하여 2승 무패, 평균 자책점 14.04에 그쳤고 10월 7일에 구단으로부터 다음 시즌의 계약을 맺지 않겠다는 통보를 받고 방출됐다. 그 후 11월 8일에 라쿠텐 세이메이 파크 미야기에서 열린 12구단 합동 트라이아웃에 참가했는데 3명의 타자들을 상대로 1피안타 1볼넷을 허용하고도 가장 빠른 148km/h를 기록했다. 트라이아웃 종료 후에는 요미우리에서 방출당했을 때 이틀 동안 잠이 오지 않았다고 밝히며 “가족을 비롯한 주변 사람들과 상의해서 후회없이 끝내고 싶었다”라는 소감을 밝혔다. 타 구단으로부터의 오퍼는 없었고 11월 23일에 현역 은퇴를 표명했다.

### 그 후
2023년부터는 요미우리의 스카우트를 맡게 됐다.

## 선수로서의 특징
최고 속도 150km/h의 속구, 슬라이더, 커브, 체인지업, 스플릿 핑거를 던진다. 또한 대학교 4학년 때 추계 리그전에서 연장 14회를 206개의 공을 던진 끝에 완투 승리를 거두는 등의 체력은 있었지만 프로에 입문한 후에는 중간 계투로 기용한 것이 대부분이다.
호리우치 쓰네오는 ‘투구 폼이 안정되지 않아 컨트롤이 되지 않는다’라고 평가했다.

## 상세 정보

### 출신 학교
- 효고 현립 기타스마 고등학교
- 리쓰메이칸 대학

### 선수 경력
- 요미우리 자이언츠(2016년 ~ 2022년)

### 개인 기록

#### 투수 기록
- 첫 등판·첫 선발 : 2016년 3월 30일, 대 요코하마 DeNA 베이스타스 2차전(요코하마 스타디움), 4와 1/3이닝 4실점에서 패전 투수
- 첫 탈삼진 : 상동, 1회말에 시라사키 히로유키로부터 헛스윙 삼진
- 첫 승리 : 2019년 5월 23일, 대 요코하마 DeNA 베이스타스 10차전(도쿄 돔), 5회초에 1사부터 2번째 투수로서 구원 등판, 1과 2/3이닝 1실점
- 첫 선발 승리 : 2019년 6월 6일, 대 도호쿠 라쿠텐 골든이글스 3차전(라쿠텐 세이메이 파크 미야기), 6과 2/3이닝 1실점
- 첫 홀드 : 2020년 8월 23일, 대 히로시마 도요 카프 12차전(MAZDA Zoom-Zoom 스타디움 히로시마), 5회말에 2번째 투수로서 구원 등판, 2와 1/3이닝 무실점

#### 타격 기록
- 첫 타점 : 2016년 3월 30일, 대 요코하마 DeNA 베이스타스 2차전(요코하마 스타디움), 5회초에 기예르모 모스코소로부터 우익 희생플라이
- 첫 안타 : 2019년 7월 15일, 대 도쿄 야쿠르트 스왈로스 12차전(나가노 올림픽 스타디움), 4회초에 이시카와 마사노리로부터 우전 안타

### 등번호
- 21(2016년)
- 36(2017년 ~ 2018년)
- 35(2019년 ~ 2022년)

### 연도별 투수 성적
| 연 도      | 소 속      | 등 판 | 선 발 | 완 투 | 완 봉 | 무 4 구 | 승 리 | 패 전 | 세 이 브 | 홀 드 | 승 률 | 타 자 | 이 닝 | 피 안 타 | 피 홈 런 | 볼 넷 | 고 4 | 몸 맞 | 탈 삼 진 | 폭 투 | 보 크 | 실 점 | 자 책 점 | 평 자 책 | W H I P |
| ---------- | ---------- | ----- | ----- | ----- | ----- | ------- | ----- | ----- | -------- | ----- | ----- | ----- | ----- | -------- | -------- | ----- | ---- | ----- | -------- | ----- | ----- | ----- | -------- | -------- | ------- |
| 2016년     | 요미우리   | 1     | 1     | 0     | 0     | 0       | 0     | 1     | 0        | 0     | .000  | 23    | 4.1   | 9        | 0        | 1     | 0    | 1     | 5        | 0     | 0     | 4     | 4        | 8.31     | 2.31    |
| 2017년     | 요미우리   | 19    | 0     | 0     | 0     | 0       | 0     | 1     | 0        | 0     | .000  | 126   | 27.0  | 28       | 2        | 15    | 0    | 2     | 16       | 2     | 0     | 18    | 17       | 5.67     | 1.59    |
| 2019년     | 요미우리   | 29    | 17    | 0     | 0     | 0       | 8     | 6     | 0        | 0     | .571  | 472   | 108.1 | 109      | 12       | 42    | 0    | 4     | 82       | 1     | 0     | 53    | 52       | 4.32     | 1.40    |
| 2020년     | 요미우리   | 24    | 8     | 0     | 0     | 0       | 2     | 4     | 0        | 4     | .333  | 281   | 63.2  | 68       | 15       | 21    | 1    | 5     | 43       | 0     | 0     | 37    | 35       | 4.95     | 1.40    |
| 2021년     | 요미우리   | 29    | 0     | 0     | 0     | 0       | 1     | 0     | 0        | 6     | 1.000 | 145   | 33.1  | 35       | 7        | 16    | 1    | 1     | 20       | 4     | 0     | 20    | 20       | 5.40     | 1.53    |
| 2022년     | 요미우리   | 8     | 0     | 0     | 0     | 0       | 2     | 0     | 0        | 0     | 1.000 | 46    | 8.1   | 13       | 3        | 6     | 0    | 2     | 9        | 1     | 0     | 13    | 13       | 14.04    | 2.28    |
| 통산 : 6년 | 통산 : 6년 | 110   | 26    | 0     | 0     | 0       | 13    | 12    | 0        | 10    | .520  | 1093  | 245.0 | 262      | 39       | 101   | 2    | 15    | 175      | 8     | 0     | 145   | 141      | 5.18     | 1.48    |

### 연도별 수비 성적
| 연도 | 소속     | 투수  | 투수  | 투수  | 투수  | 투수  | 투수     |
| 연도 | 소속     | 경 기 | 척 살 | 보 살 | 실 책 | 병 살 | 수 비 율 |
| ---- | -------- | ----- | ----- | ----- | ----- | ----- | -------- |
| 2016 | 요미우리 | 1     | 0     | 0     | 0     | 0     | ----     |
| 2017 | 요미우리 | 19    | 2     | 4     | 0     | 0     | 1.000    |
| 2019 | 요미우리 | 29    | 2     | 15    | 0     | 0     | 1.000    |
| 2020 | 요미우리 | 24    | 1     | 8     | 0     | 0     | 1.000    |
| 2021 | 요미우리 | 29    | 2     | 2     | 0     | 0     | 1.000    |
| 2022 | 요미우리 | 8     | 0     | 2     | 0     | 0     | 1.000    |
| 통산 | 통산     | 110   | 7     | 31    | 0     | 0     | 1.000    |